# Vuszunok

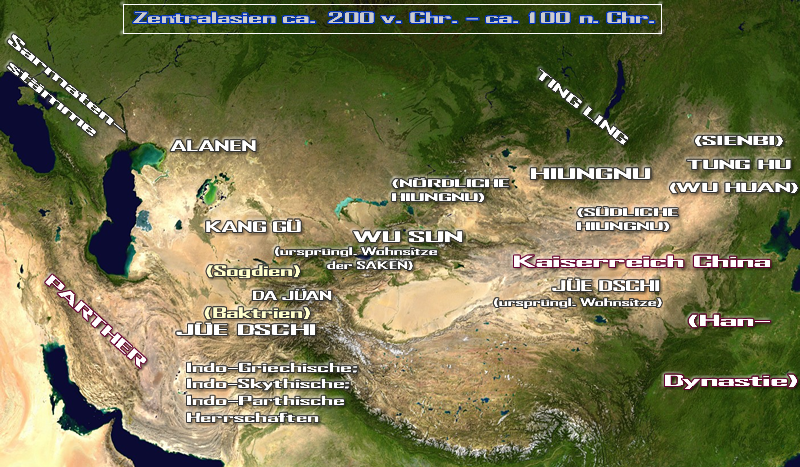
A vuszunok szállásterületei

A vuszunok (kínai nyelven: 烏孫; pinyin átírásban: Wūsūn; Wū-sūn; jelentése „varjú / holló unokái”) indoeurópai félnomád sztyeppei pásztornép volt, akiket a kínai feljegyzésekben az i. e. 2. századtól az 5. századig említettek.
A vuszun nép eredetileg a Csilien-hegység és Tunhuang között, a kusánok közelében élt. I. e. 176 körül a hsziungnuk megtámadták a kusánokat, majd később a vuszunokat, megölték királyukat és elfoglalták földjüket. A hsziungnuk befogadták az életben maradt Vuszun herceget, és tábornokká, a vuszunok vezetőjévé tették meg. A kusánok i. e. 162 év körül az Ili folyó Zsetiszu, Dzsungária és Tien-san vidékét átszelő völgyében telepedtek le, amelyet korábban a szakák (szkíták) laktak, majd mint a kusánok vazallusai, Kanszuban telepedtek le. I. e. 133–132-ben a vuszunok az Ili-völgyből is kiszorították a kusánokat, és átvették helyüket.
A vuszunok ezután a Han-dinasztia szoros szövetségesévé váltak, és évszázadokon át ütőképes haderőként voltak ismertek. A vuszunokról szóló utolsó feljegyzés szerint az i. sz. 5. században az őket támadó zsuanzsuanok elől a Pamír vidékére menekültek, és ott telepedtek le. Lehet, hogy később beolvadtak a heftaliták közé.

## Etimológia
A vuszun név a 烏孫 kínai karakterek modern kiejtése, a kifejezés elemeinek jelentése: vu ’varjú, holló’ és szun ’unoka, leszármazott’. Számos elmélet létezik a név eredetéről.
Victor H. Mair sinológus a vuszun szót a szanszkrit áśva ’ló’ és aśvin ’kanca’, valamint a litván ašvà ’kanca’ szóval kapcsolta össze, és ’a ló népe’ jelentést tulajdonította a népnévnek. Elmélete szerint a vuszonuk az indoeurópai nyelveken belül a szatem csoportba tartoztak. Elméletével Edwin G. Pulleyblank vitába szállt, de Christopher I. Beckwith hasonló eredményre jutott. A modern kínai vuszun szó archaikus alakját *âswin-ként rekonstruálta és az óind aśvin ’lovasok’ szóval, a Rigvédából Ásvin néven ismert lovas ikeristenekkel hozta összefüggésbe.

## Történetük
A vuszunokat a kínai források először a Csilien-hegység és a Tunhuang között élő kusánok vazallusaiként említették. Beckwith elmélete szerint a vuszunok egy keleti indoárja népességtöredék, akiket az i. e. 2. évezredben az iráni népek előrenyomulása az eurázsiai sztyeppék keleti végpontjáig űzött.
Mao-tun, a kusánok korábbi túsza, a kusánoktól függőségben élő hsziungnuk hercege i. e. 210–200 körül visszaszerezte hatalmát a hsziungnuk között, és meghódította az eurázsiai sztyeppék több népét. I. e. 176 körül heves támadást indított a kusánok ellen, i. e. 173 körül pedig a kusánok támadták meg a vuszunok kis népét, megölve királyukat (Kunmi kínai: 昆 彌 vagy Kunmo kínai: 昆莫), Nantumit (kínai: 難 兜 靡). A legenda szerint Nantumi csecsemő fia, Liecsiaomi életben maradt a vadonban, az éhen halástól csodálatos módon úgy menekült meg, hogy egy farkas szoptatta, a hollók pedig hússal táplálták. A vuszunok e mítosza meglepő hasonlóságokat mutat a hettiták, a csouk, a szkíták, a rómaiak, a kogurjók, a törökök, a mongolok és a dzsungárok eredetmítoszaival. A vuszunok és a későbbi török népek ősi mítoszának hasonlóságai alapján Denis Sinor azt vetette fel, hogy a vuszunok és a szogdok talán a türk Asina nemzetség ősei vagy a kialakulásban részt vevő iráni népelemek lehettek.
I. e. 162-ben a hsziungnuk végül legyőzték a kusánokat, akik elmenekültek Kanszuból. Csang Csien szerint a felemelkedő hsziungnuk által legyőzött kusánok nyugatra menekültek, maguk előtt hajtva a szakákat, akik az Ili völgyéből Zsetiszu és Dzsungária vidékére özönlöttek. A szakák ezt követően Dél-Ázsiába vándoroltak, ahol különböző indoszkíta királyságokat alapítottak. A vuszunok a Kanszut elhagyó kusánok helyére, az Usuj-hö völgyébe költöztek be, ahol a hsziungnuk vazallusaiként éltek.

## Fordítás
- Ez a szócikk részben vagy egészben  a   Wusun című angol Wikipédia-szócikk ezen változatának fordításán alapul.  Az eredeti cikk szerkesztőit annak laptörténete sorolja fel. Ez a jelzés csupán a megfogalmazás eredetét és a szerzői jogokat jelzi, nem szolgál a cikkben szereplő információk forrásmegjelöléseként.